# Mandevilla funiformis
Mandevilla funiformis är en oleanderväxtart som först beskrevs av Vell., och fick sitt nu gällande namn av Karl Moritz Schumann. Mandevilla funiformis ingår i släktet Mandevilla och familjen oleanderväxter. Inga underarter finns listade i Catalogue of Life.